# American Working Red
American Working Red è una razza di cane americano riconosciuta dall'American Preservation Dog Registry (APDR).

## Storia
Per molti anni, questi cani sono stati registrati come American Pit Bull Terrier, anche se sono molto morfologicamente distanti da questa razza. Con la formalizzazione della nuova razza Work Pit Bulldog dall'American Dog Breeders Association e la correzione del Pit Bull Stud Book all'interno dello stesso club, ha anche portato un altro club (APDR) a formalizzare un'altra nuova razza, la American Working Red.
Secondo lo standard ufficiale di razza stabilito dall'APDR, l'American Working Red è emerso alcuni decenni fa, dal lignaggio dei Pit Bull Terrier dell'Antica Famiglia Red Nose (OFRN). Sono stati sviluppati sotto una selezione che ha creato cani più grandi per la caccia ai cinghiali. Famosi lignaggi che sono stati a lungo registrati come American Pit Bull Terrier sono una parte importante delle basi genetiche del American Working Red, come Camelot, Peterson, Dangerzone e McKenna.